# 凯莉安·康威

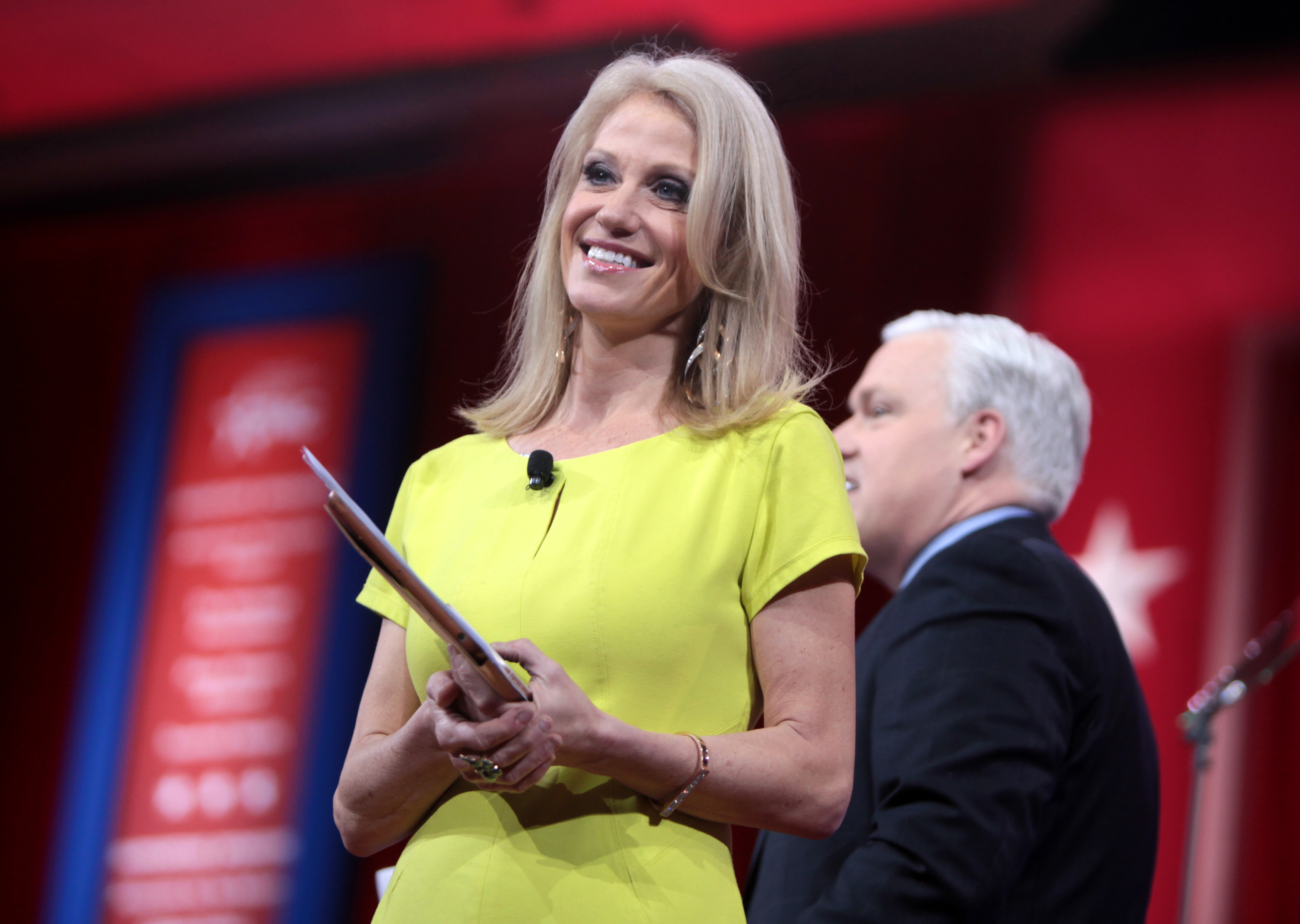
康威於2015年保守派政治行動會議（CPAC）現場。

凱莉安·伊莉莎白·康威（英語：Kellyanne Elizabeth Conway，娘家姓氏為菲茨帕特里克〔Fitzpatrick〕；1967年1月20日—），美國共和黨籍競選經理、戰略家與民意測驗專家。她是The Polling Company / Woman Trend公司的總裁兼執行長，並曾任CNN、福斯新聞與福斯財經等頻道節目的固定政治評論員。康威亦曾作客《早安美國》、《脫口秀》、《與媒體見面》與《漢尼提》等節目。
2016年8月17日起，康威擔任共和黨參選人唐納德·川普的競選經理。且由於川普在2016年11月8日總統大選中獲勝，讓康威成為美國史上第一位操盤總統選戰致勝的女性。12月22日，被指定為總統顧問。
自从川普就职后，康威就陷于一系列争议事件中，包括编造“鲍灵格林大屠杀”（Bowling Green massacre）以证明自己的论点，以及公开推销与总统的女儿伊万卡·川普相关的商品。因此，许多媒体渠道质疑她的可信度，其中一些拒绝了她一对一采访的请求。
2020年8月23日，康威宣佈月底她將辭去總統顧問一職。

## 早年生活與求學
凱莉安·伊莉莎白·費斯柏德列，1967年1月20日出生於紐澤西州的肯頓。「康威愛爾蘭裔的父親經營一家小型托運公司，義大利裔的母親則是在銀行工作。兩人在康威3歲時離異」。康威在哈蒙頓長大，並畢業於聖若瑟高級中學。
在踏入政壇前，康威曾擔任過律師。1989年，康威於華盛頓三一學院（現易名為華盛頓三一大學）取得學士學位後，在1992年於喬治華盛頓大學法學院取得法律博士學位，並在華盛頓特區擔任法官助理。康威還在華盛頓大學法學院當過4年的兼職教授。

## 白宫助理

### “鲍灵格林大屠杀”
鲍灵格林大屠杀是总统顾问凯丽安·康威虚构的事件，她于2017年1月29日接受TMZ和cosmopolitan专访与2017年2月2日接受MSNBC新闻组采访时提及。康威表示，这是支持川普总统制定的针对七个穆斯林为主国家旅行及移民禁令的理由之一，然而这场屠杀并未发生过。采访过后康威坦诚失言，并指出自己实际指的是2011年两个伊拉克难民在鲍林格林被捕的事。肯塔基州控诉两人的罪名包括“尝试为伊拉克基地组织恐怖分子提供物质援助”。康威说因为这场事件使得奥巴马总统收紧对于伊拉克公民的移民政策，所以她才会提及此事。

## 私生活
康威嫁給了律師事務所沃奇尔·立普顿的訴訟合夥人喬治·T·康威。夫妻倆定居於紐約市，育有四名子女。喬治·康威是保拉·琼斯與比尔·克林顿訴訟時的法律顧問。

## 外部連結
- Bio at the Polling Company
- C-SPAN內的頁面（英文）